# Гехлинген
Гехлинген (нем. Gächlingen) — коммуна в Швейцарии, в кантоне Шаффхаузен. 
Население составляет 789 человек (на 31 декабря 2006 года). Официальный код — 2901.